# Dąbrowa (osada w powiecie myśliborskim)
Dąbrowa – osada w Polsce, położona w województwie zachodniopomorskim, w powiecie myśliborskim, w gminie Myślibórz. Miejscowość wchodzi w skład sołectwa Rościn.
W latach 1975–1998 miejscowość administracyjnie należała do województwa gorzowskiego.